# محمد سمير اللبدي
«محمّد سمير» نجيب عبد الباقي اللَّبَدي (13 أبريل 1936) أديب ولغوي وشاعر وأكاديمي فلسطيني، ولد في مدينة طولكرم الفلسطينية ونشأ ودرس بها، ويحمل الجنسية الأردنية. له مجموعة من المؤلفات الأدبية والدراسات اللغوية والنقدية، وهو عضو في رابطة الكتّاب الأردنيين.

## سيرته
ولد «محمّد سمير» نجيب عبد الباقي اللَّبَدي في مدينة طولكرم بفلسطين الانتدابية بتاريخ 13 أبريل 1937 ميلاديًا، الموافق 2 صفر 1356 هجريًَا، تلقى تعليمه الابتدائي والإعدادي والثانوي في مدارس مدينته طولكرم، ثم توجه إلى مصر وأنهى فيها الثانوية العامة سنة 1953، وحصل بعد ذلك على شهادة البكالوريوس في «اللغة العربية وآدابها» سنة 1957 من جامعة الأزهر، فشهادة الماجستير في «اللغويات» سنة 1967، ثم شهادة الدكتوراه في التخصص ذاته سنة 1973.
عمل أستاذًا للنحو والبلاغة والعروض في معهد الأحساء العلمي في السعودية منذ سنة 1957 وحتى سنة 1965، ثم مدرسًا للعلوم الدينية والعربية في مدارس الكويت المتوسطة والثانوية منذ سنة 1965 وحتى سنة 1971، فموجهًا تربويًا فيها منذ سنة 1971 وحتى سنة 1990، وعمل بعد ذلك محاضرًا في كلية الآداب بجامعة الكويت حتى انتقل إلى الأردن حيث عمل أستاذًا للغة العربية في جامعة الإسراء الأردنية منذ سنة 1991 وحتى سنة 2006، وأيضًا في جامعة الشرق الأوسط للدراسات العليا بعمّان سنة 2009-2010 حتى تقاعده.

## آثاره
من دواوينه الشعرية:
- «كلمات بعد منتصف الليل»، عام 1998.
- «كروم وعناقيد»، عام 2006.[9][10]

من آثاره الأدبية:
- «مذكّرات قطّة»، مجموعة قصصية، عام 1983.
- «خريف الذكريات؛ خواطر وتاملات»، عام 1997.

ومن دراساته اللغوية والأدبية:
- «أثر القرآن والقراءات في النحو العربي»، عام 1978.
- «معجم المصطلحات النحويّة والصرفيّة»، عام 1988.
- «معاني الأسماء»، عام 1998.
- «مهارات القراءة العربية»، بالاشتراك مع موسى إبراهيم الشلتاوي وعبد الرؤوف زهدي.
- «أفنان وأفياء: بحوث ومقالات إسلامية وأدبية ولغوية ونقدية»، عام 2019، (ردمك 9789923100189).

## وصلات خارجية
- محمد سمير اللبدي، موقع وزارة الثقافة الأردنية.
- محمد سمير اللبدي، موقع معجم البابطين.
- محمد سمير اللبدي على موقع أرشيف الشارخ.
- محمد سمير اللبدي على موقع المكتبة المفتوحة (الإنجليزية)